# 布萊克薛薛
布萊克薛薛（1990年9月25日—），本名薛兆億，族名Drangadrang Qapulu，為臺灣桃園中壢出生的台灣原住民YouTuber、主持人，排灣族與阿美族混血，家族來自屏東縣牡丹鄉旭海部落。畢業於國立師大附中、國立臺北大學法律學系，曾任職於律師事務所、副業街舞舞者，現專職經營YouTube與其網路品牌商城。

## 經歷
- 2017年，與阿爆（阿仍仍）共同主持原住民族電視台《ui！輕鬆講》[6]時認識了當時還是企劃的阿拉斯並開創頻道，頻道取向為台灣原住民族的相關生活文化與部分台灣LGBT相關議題，在頻道裡不同節目登場的班底有阿拉斯、阿米濕、瑞莎、楊楊、可謙、Orbis與Marco。
- 2021年3月，與夏子、阿拉斯、曾妮、丁繼、真愛、Kivi一同創作出台灣原住民族專輯《N1》那屋瓦一號作品，並以此專輯入圍第33屆金曲獎最佳原住民語專輯獎。9月中，與阿拉斯獲邀主持YouTube頻道原Way星球的企劃節目「阿嘟真原Way」。10月底，以本身族名在網路開設專賣原住民週邊商品的「Drangadrang 嚷嚷」。
- 2022年。12月31日，與Lulu和阿拉斯共同主持「2023臺北最High新年城跨年晚會」。[7]

## 頻道生涯
- 2017年12月25日：創YouTube頻道
- 2019年10月17日：YouTube頻道訂閱數突破10萬
- 2020年8月12日：推出自創曲〈阿嘟不能輸〉

## 外部連結
- YouTube上的布萊克薛薛頻道
- 布萊克薛薛的Instagram帳戶
- 布萊克薛薛的Facebook專頁